# Râul Zmeu
Râul Zmeu sau Valea Smeului este unul din cele două brațe care formează Râul Someșul Mare. 

## Hărți
- Harta Munții Rodnei  Arhivat în 22 iulie 2020, la Wayback Machine.
- Harta Munții Rodnei
- Harta Munții Suhard  Arhivat în 16 decembrie 2009, la Wayback Machine.
- Harta județului Bistrița-Năsăud